# Mycena
Mycena é um gênero de fungos da família Mycenaceae.

## Espécies
- M. acicula
- M. adonis
- M. adscendens
- M. aetites
- M. alphitophora
- M. aurantiomarginata
- M. austrofilopes
- M. arcangeliana
- M. asterina (bioluminescente)
- M. brunneospinosa
- M. californiensis
- M. capillaripes
- M. chlorophos
- M. cinerella
- M. citricolor
- M. citrinomarginata
- M. clariviolacea
- M. crocata
- M. cyanorrhiza
- M. cystidiosa
- M. discobasis (bioluminescente)
- M. epipterygia
- M. erubescens
- M. fera (bioluminescente)
- M. flavescens
- M. flavoalba
- M. fonticola
- M. fuscoaurantiaca
- M. galericulata
- M. galopus
- M. griseoviridis
- M. haematopus
- M. inclinata
- M. interrupta
- M. intersecta
- M. kuurkacea
- M. leaiana
- M. lacrimans (bioluminescente)
- M. lanuginosa
- M. leptocephala
- M. lucentipes (bioluminescente)
- M. luteopallens
- M. luxaeterna (bioluminescente)
- M. luxarboricola (bioluminescente)
- M. maculata
- M. metata
- M. minirubra
- M. multiplicata
- M. mustea
- M. nargan
- M. nidificata
- M. olida
- M. oregonensis
- M. overholtsii
- M. pelianthina
- M. polygramma
- M. pura
- M. pura complex
- M. purpureofusca
- M. renati
- M. rorida
- M. rosea
- M. rosella
- M. sanguinolenta
- M. semivestipes
- M. seynesii
- M. singeri (bioluminescente)
- M. spinosissima
- M. stipata
- M. stylobates
- M. subcaerulea
- M. tintinnabulum
- M. urania
- M. vinacea
- M. viscosa
- M. vitilis
- M. vulgaris
- M. zephirus

## Espécies bioluminescentes
Algumas espécies bioluminescentes:
Espécies bioluminescentes no Brasil
- Mycena aff. abieticola Singer, Beih.
- Mycena albororida Maas Geest. & de Meijer 1997
- Mycena aspratilis Maas Geest. & de Meijer 1997
- Mycena asterina Desjardin, Capelari & Stevani 2007
- Mycena deformis Maas Geest. & de Meijer 1997
- Mycena deusta Maas Geest. & de Meijer 1997
- Mycena discobasis Métrod 1949
- Mycena fera Maas Geest. & de Meijer 1997
- Mycena globulispora Maas Geest. & de Meijer 1997
- Mycena lacrimans Singer 1989
- Mycena lucentipes Desjardin, Capelari & Stevani 2007
- Mycena luxaeterna Desjardin, B.A. Perry & Stevani 2010
- Mycena luxarboricola Desjardin, B.A. Perry & Stevani 2010
- Mycena margarita (Murrill) Murrill, 1916
- Mycena oculisnymphae Desjardin, B.A. Perry & Stevani 2016
- Mycena singeri Lodge 1988

Espécies bioluminescentes no Japão
- Mycena chlorophos (Berk. & M.A. Curtis) Sacc. 1887
- Mycena daisyogunensis Kobayasi 1951
- Mycena flammifera Har. Takah. & Taneyama 2016
- Mycena lazulina Har. Takah., Taneyama, Terashima & Oba 2016
- Mycena lux-coeli Corner 1954
- Mycena luxfoliata Har. Takah., Taneyama & Terashima 2016
- Mycena pseudostylobates Kobayasi 1951
- Mycena stetllaris Har. Takah., Taneyama & A, Hadano 2016